# Choeromorpha mediofasciata
Choeromorpha mediofasciata là một loài bọ cánh cứng trong họ Cerambycidae.